# 山方町
山方町（やまがたまち）は、茨城県那珂郡に置かれていた町である。

## 地理
- 山：明山，盛金富士，熊の山、赤城山
- 河川：久慈川、枇杷川、諸沢川、光明沢川、九隆川、竜神川、照田川
- 湖沼：竜神湖（竜神ダム湖）

### 隣接していた自治体
- 那珂郡
  - 大宮町
  - 美和村
- 久慈郡
  - 大子町
  - 水府村
  - 金砂郷町

## 歴史

### 沿革
- 1889年（明治22年）4月1日 - 町村制施行により、那珂郡野上村・舟生村・山方村の区域をもって山方村が発足。
- 1947年（昭和22年）9月1日 - 町制を施行し山方町となる。
- 1953年（昭和28年）5月18日 - 国道118号が制定。
- 1955年（昭和30年）
  - 2月11日 - 久慈郡諸富野村の一部（諸沢・西野内・北富田の一部）を編入。
  - 3月31日 - 久慈郡下小川村の一部（久隆・家和楽・盛金の一部）と世喜村の一部（小貫・照山）を編入。
  - 7月1日 - 塩田村の一部（長沢・長田・照田の一部）を編入。
- 2004年（平成16年）10月16日 - 那珂郡美和村・緒川村・東茨城郡御前山村とともに那珂郡大宮町（即日改称・市制、常陸大宮市）へ編入。同日山方町廃止[1]。

### 主な出来事
- 1976年（昭和51年）5月22日 - 第27回全国植樹祭に出席するために来県した天皇、皇后が町役場に行幸[2]。

## 地域

### 教育
- 山方町立山方小学校
- 山方町立山方南小学校
- 山方町立山方中学校
- 茨城県立山方商業高等学校

## 交通

### 鉄道
- 東日本旅客鉄道（JR東日本）
  - 水郡線：野上原駅 - 山方宿駅 - 中舟生駅 - 下小川駅

### 道路
- 一般国道
  - 国道118号
- 主要地方道
  - 茨城県道29号常陸太田烏山線
- 一般県道
  - 茨城県道102号長沢水戸線
  - 茨城県道161号門井山方線
  - 茨城県道165号山方常陸大宮線
  - 茨城県道249号山方水府線
  - 茨城県道320号下小川停車場線
  - 茨城県道321号上檜沢下小川停車場線
  - 茨城県道322号諸沢西金停車場線

## 名所・旧跡
- 下小川キャンプ場
- 陰陽山森林公園
- 篭岩